# اوچ بغاز
اوج بغاز، روستایی از توابع شهرستان شهرکرد در استان چهارمحال و بختیاری است. مردمان این دیار به زبان ترکی قشقایی سخن می‌کنند.

## جمعیت
این روستا در دهستان مرغملک قرار دارد و براساس سرشماری مرکز آمار ایران در سال ۱۳۸۵، جمعیت آن ۱۰۶ نفر (۲۵خانوار) بوده‌است.

## پوشش
پوشش مردان این روستا چوغا و دبیت و کلاه لری و پوشش زنان لباس محلی باطور مانند است.